# Meisenheimer-Umlagerung
Die Meisenheimer-Umlagerung ist eine Umlagerungs- und Namensreaktion und nach dem Entdecker, dem deutschen Chemiker Jakob Meisenheimer (1876–1934) benannt. Bei der Reaktion wird ein Aminoxid in das entsprechende Alkoxyamin umgewandelt. Die Reaktion kann über eine [1,2]- oder eine [2,3]-Umlagerung ablaufen.

[1,2]-Umlagerung:
[2,3]-Umlagerung:

## Mechanismus

### [1,2]-Umlagerung
Die Meisenheimer-Umlagerung erfolgt über eine [1,2]-Umlagerung, wenn einer der Substituenten des tertiären Aminoxids in der Lage ist das entstehende Radikal zu stabilisieren. Dabei verläuft diese Umlagerung über einen homolytischen Mechanismus aus Dissoziation und anschließender Rekombination.  
Meist sind die Reste R1 und R2 Alkyl- oder Arylgruppen und R3 Benzyl- oder Diphenylmethylgruppen (radikalstabilisierend). Die (C)R-N-Bindung wird homonymisch gespalten, sodass zwei Radikale vorliegen, die durch ESR oder CIDNP nachgewiesen werden können.

### [2,3]-Umlagerung
Die Meisenheimer-Umlagerung erfolgt über eine [2,3]-Umlagerung, wenn es sich bei einem der Substituenten des tertiären Aminoxids um eine Allylgruppe handelt. Diese Umlagerung verläuft über einen fünfgliedrigen Übergangszustand.
Häufige Reste sind: R5 = H, Alkyl- oder Arylgruppen und R3 und R4 = Alkyl- oder Arylgruppen.